# Ädil
Die Ädilen  (lateinisch: aediles, Singular aedilis, von aedes, deutsch Tempel) bekleideten ein niederes Amt der Ämterlaufbahn (cursus honorum) der römischen Republik. Sie wurden jeweils auf ein Jahr gewählt. Ihren Namen haben die Ädilen von ihrer ursprünglichen Funktion als Tempelhüter des Cerestempels (lat. aedis Cereris) am Fuß des Aventin, in dem sich dann unter anderem das Staatsarchiv für Volks- und Senatsbeschlüsse befand. Zuständig waren sie für die Wahrung der öffentlichen Ordnung durch Ausübung polizeilicher Gewalt.

## In der Hauptstadt Rom
Seit 495/494 v. Chr. gab es zwei plebejische Ädile (aediles plebei), die eine polizeiähnliche Exekutivgewalt in der Stadt Rom innehatten. Die Vermutung liegt nahe, dass das Amt ein Resultat der stattgehabten Ständekämpfe war, denn die Ädile assistierten gewissermaßen den Volkstribunen und leiteten ihre Amtsgewalt aus deren sakrosankter Rechtsstellung ab. Möglicherweise waren auch sie selbst sakrosankt (lat. sacrosanctitas: etwa „Unantastbarkeit, Unverletzlichkeit“).
Seit 367/366 v. Chr. wurden ihnen zwei kurulische Ädilen zur Seite gestellt (aediles curules), die im Wechsel aus den Lagern der Patrizier bzw. Plebejer kamen. Ursprünglich war das Amt rein patrizisch. Die kurulischen Ädilen hatten das Recht zum Erlass von Edikten zur Regelung des Marktgeschehens beim Umschlag von Sklaven und Vieh. Sie hatten Jurisdiktionsgewalt und übten ihre Gerichtsbarkeit im Rahmen zugestandenen Honorarrechts aus. Sie verantworteten darüber hinaus die großen Spiele und führten Aufsicht über die Tempel. Der jährliche Amtsbeginn der Ädile fiel mit dem der Konsuln und Prätoren zusammen. Wie alle römischen Beamten wurden die Ädile für ein Jahr gewählt, jedoch nicht in einer einheitlichen Versammlung; die plebejischen Ädile wurden im concilium plebis gewählt, die kurulischen in den Tributskomitien. Im Übrigen galten für das Amt die Prinzipien aller römischen Magistrate: Iteration (wiederholte Übernahme desselben Amtes), Kontinuation (unmittelbarer Übergang in ein höheres Amt) und Kumulation (Ämterhäufung) waren verboten.
Alle vier Ädilen hatten grundsätzlich die Aufsicht über öffentliche Gebäude, die Thermen, die Bordelle, die Aquädukte, die Straßen, den Verkehr, das Bauwesen und die Märkte und übten die Marktgerichtsbarkeit aus, d. h., sie führten die Aufsicht über Preise, Maße und Gewichte der Waren, die auf dem Marktplatz verkauft wurden. Aufgrund ihrer Markthoheit verhandelten die kurulischen Ädile anfallende Gewährleistungsrechte, so sie sich aus Sachmängeln ergaben, vornehmlich Rückgaberechte (actio redhibitoria) und Ansprüche aus Kaufpreisminderung (actio quanti minoris). Zusammengefasst, wurde diese Gerichtsfunktion als „ädilizischer Rechtsbehelf“ bezeichnet. Sie kauften und verkauften Getreide, wobei sie auch die Verteilung an Bedürftige im Auge hatten. Die plebejischen Ädile führten die Aufsicht über die plebejischen Tempel. Die Ausrichtung von Gladiatorenspielen mussten die Ädilen auf eigene Kosten übernehmen, was große Vermögenssummen erforderte, andererseits aber auch die nötige Popularität einbrachte, um im Rahmen der Ämterlaufbahn später in höhere Ämter gewählt zu werden. Über die Strafgewalt der Ädile ist wenig bekannt, es kann aber davon ausgegangen werden, dass sie als nachgeordnete Magistrate zumindest ordnungspolitische Aufgaben hatten. Das Mindestalter für die Bewerbung um ein Ädilamt betrug in der späten Republik 37 Jahre.
Unter Caesar wurde die Zahl der Ädilen auf sechs erhöht, wobei die beiden neugeschaffenen Ämter, die sogenannten aediles cereales, hauptsächlich für die Versorgung der Bevölkerung mit billigem oder gar kostenlosem Getreide zuständig waren. Spätestens seit dieser Zeit gab es zwischen den Ädilen keine Unterschiede im Status oder im Rang mehr, sie waren ein Kollegium im Dienst der Stadt.
Das Ädilenamt bestand auch in der Kaiserzeit als Teil des cursus honorum noch fort, hatte aber keine politische Bedeutung mehr.

## In den Kolonien
Nach stadtrömischem Muster gab es in den römischen Kolonien jeweils zwei duoviri aediles. Sie wurden vom Stadtrat (ordo decurionum) aus den frei geborenen römischen Bürgern gewählt. Ihre Kompetenzen sind mit denen der stadtrömischen Ädilen vergleichbar.